# 암리타

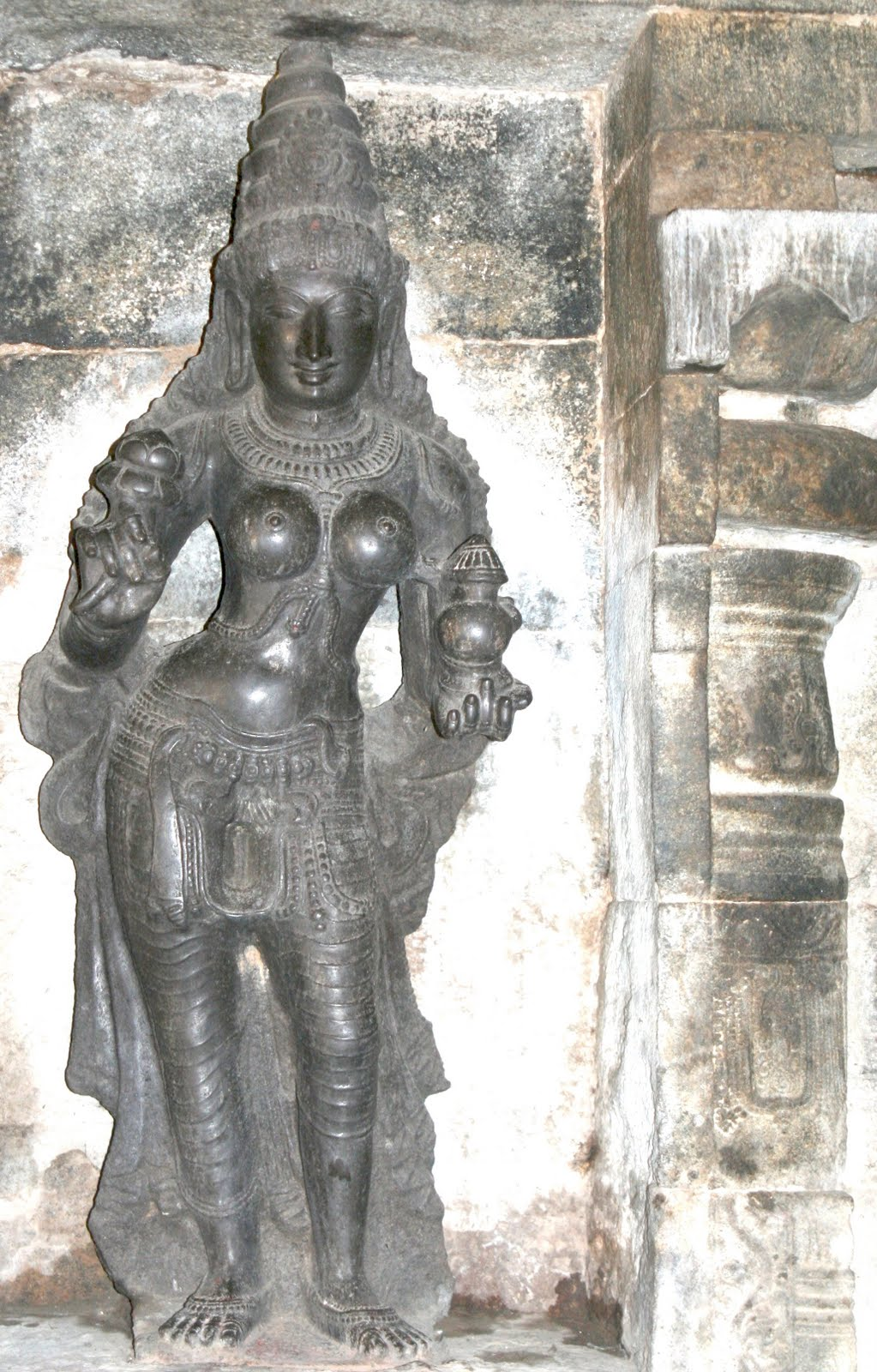
비슈누의 여성형인 모히니가 암리타 항아리를 들고 아수라들에게는 주지 않고 모든 데바들에게 나누어주는 모습. 다라수람, 타밀나두주, 인도

암리타(산스크리트어: अमृत, IAST: amṛta), 팔리어로는 암리트 또는 아마타(수다, 아미이, 아미라고도 불림)는 "불멸"을 뜻하는 산스크리트어 단어이다. 이는 인도계 종교의 핵심 개념이며, 고대 인도 문헌에서 종종 영약으로 언급된다. 첫 등장은 리그베다로, 데바들의 음료인 소마의 여러 동의어 중 하나로 여겨진다. 암리타는 사무드라 만타나에서 중요한 역할을 하며, 불멸을 얻기 위해 암리타를 놓고 경쟁하는 데바와 아수라 간 갈등의 원인이 된다.
암리타는 다양한 인도계 종교에서 각기 다른 의미를 지닌다. 암리트라는 단어는 시크교와 힌두교도에게 흔한 이름이며, 여성형은 암리타이다. 암리타는 암브로시아와 어원이 같으며 많은 유사점을 공유하는데, 둘 다 공통적인 원시 인도유럽 신화 근원에서 유래했다.

## 어원
암리타는 '아니다'를 뜻하는 산스크리트어 부정 접두사 अ a와 산스크리트어로 '죽음'을 뜻하는 mṛtyu로 구성되어 '죽지 않음' 또는 '불멸/죽음이 없는'을 의미한다.
불멸의 음료라는 개념은 적어도 두 개의 고대 인도유럽어족: 고대 그리스어와 산스크리트어에서 입증된다. 그리스어 ἀμβροσία (암브로시아, ἀ- "아님" + βροτός "죽을 운명")는 산스크리트어 अमृत (암리타)와 의미론적으로 연결되어 있는데, 두 단어 모두 신들이 불멸을 얻기 위해 사용하는 음료나 음식을 나타내기 때문이다. 두 단어는 동일한 인도유럽어 형태인 *ṇ-mṛ-tós, "죽지 않는"(n-: 그리스어와 산스크리트어 모두에서 a- 접두사가 파생된 부정 접두사; mṛ: *mer-, "죽다"의 제로 단계; -to-: 형용사 접미사)에서 유래한 것으로 보인다. 의미론적으로 유사한 어원은 신들의 음료인 그리스어 꽃꿀(그리스어: νέκταρ néktar)에도 존재하며, 이는 인도유럽조어 어근 *nek-, "죽음", 그리고 -*tar, "극복"의 합성어인 것으로 추정된다.

## 힌두교

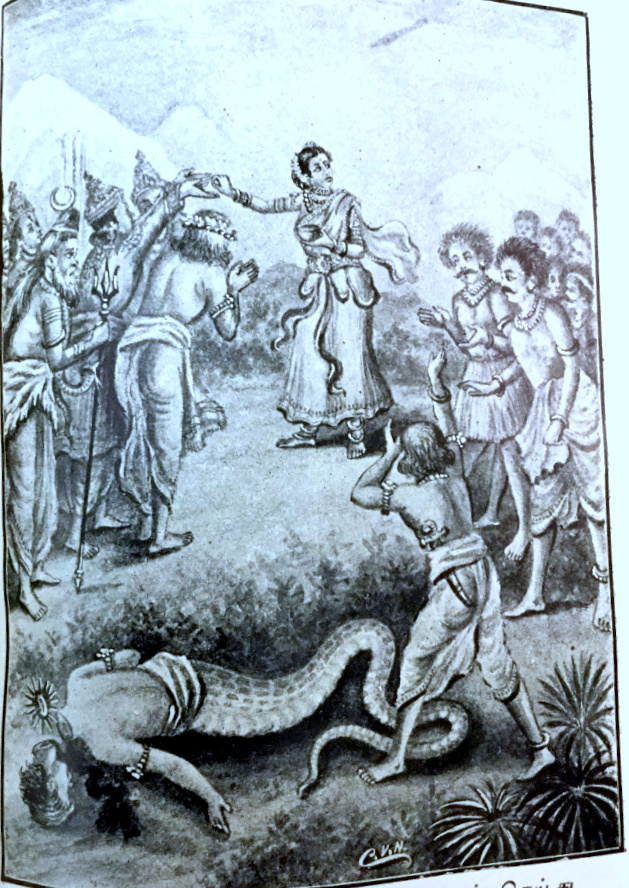
비슈누는 아름다운 모히니의 형상으로 변하여 데바들에게 암리타를 나누어주었다. 스바르바누가 암리타를 훔치려 하자 그의 머리는 잘려나갔다.

암리타는 데바에게 불멸을 부여하는 음료로 여러 번 언급된다. 그럼에도 불구하고 이 꽃꿀은 실제 불멸을 제공하지는 않는다. 대신, 데바들은 이를 섭취함으로써 사무드라 만타나 전설에 묘사된 대로 현자 두르바사의 저주로 잃었던 더 높은 수준의 지식과 힘을 얻을 수 있었다. 이 전설은 데바들이 저주를 받은 후 어떻게 불멸성을 잃기 시작하는지를 이야기한다. 라이벌인 아수라들의 도움을 받아 데바들은 바다를 휘젓기 시작하고, 그 과정에서 다른 비범한 물건들과 존재들 외에도 신성한 존재인 단반타리가 들고 있는 암리타 항아리가 나온다.
브라흐마는 데바들에게 이 물질의 존재에 대해 깨우쳐준다:
오 데바들이여, 우유 바다의 북쪽 지역과 북쪽 강변에는 암리타(꽃꿀)라고 불리는 가장 뛰어난 장소가 있습니다. 현자들이 그렇게 말합니다. 그곳으로 가서 스스로를 제어하며 열심히 고행하십시오. 그곳에서 여러분은 장마철에 물을 가득 머금은 구름의 웅얼거림처럼 엄숙하고 브라흐만에 관한 가장 신성하고 정화된 말씀을 들을 것입니다. 그 천상의 말씀은 모든 죄를 파괴하며 순수한 영혼을 지닌 신들의 신께서 말씀하셨습니다. 여러분의 맹세가 끝나지 않는 한 여러분은 그 위대한 보편적인 말씀을 들을 것입니다. 오 신들이여, 여러분은 내게 왔으니 나는 여러분에게 소원을 들어줄 준비가 되어 있습니다. 어떤 소원을 원하는지 내게 말하십시오.— 하리밤사 푸라나, 43장

아수라들이 꽃꿀을 자기들 것이라고 주장하자, 비슈누는 요녀 모히니의 형상으로 변했고, 그녀의 아름다움은 아수라들이 꽃꿀을 분배하는 일을 그녀에게 무례하게 맡기도록 설득했다.
그 아름다운 형상을 본 그들은 매혹되어 사랑의 열정에 압도되었다. 서로의 싸움을 포기하고 다가가서 말했다.
“오, 축복받은 여인이여! 이 꽃꿀 항아리를 가져다가 우리에게 나누어 주십시오. 우리는 카시야파의 아들들이니, 오 아름다운 엉덩이를 가진 여인이여, 우리 모두에게 (꽃꿀을) 마시게 하소서.”

그녀에게 이렇게 간청하며 그들은 주저하는 여인에게 그것을 건네주었다. 그녀는 “나는 제멋대로인(즉, 방탕한) 여자이므로 나를 믿어서는 안 됩니다. 당신들은 부적절한 행동을 했습니다. 하지만 나는 내 뜻대로 그것을 나누어 주겠습니다.”라고 말했다. 그녀가 그렇게 말했음에도 불구하고, 그 어리석은 자들은 “당신이 원하는 대로 하십시오.”라고 말했다.— 스칸다 푸라나, 13장

다나바족의 라후가 데바로 변장하여 꽃꿀을 마시기 위해 대열에 앉았을 때, 수리야와 찬드라가 모히니에게 그의 존재를 알렸다. 모히니는 수다르샤나차크라로 그의 목을 베었고, 계속해서 모든 데바에게 꽃꿀을 나누어주었으며, 그 후 그녀는 나라야나의 본래 모습으로 돌아와 전투에서 아수라들을 물리쳤다.

## 시크교

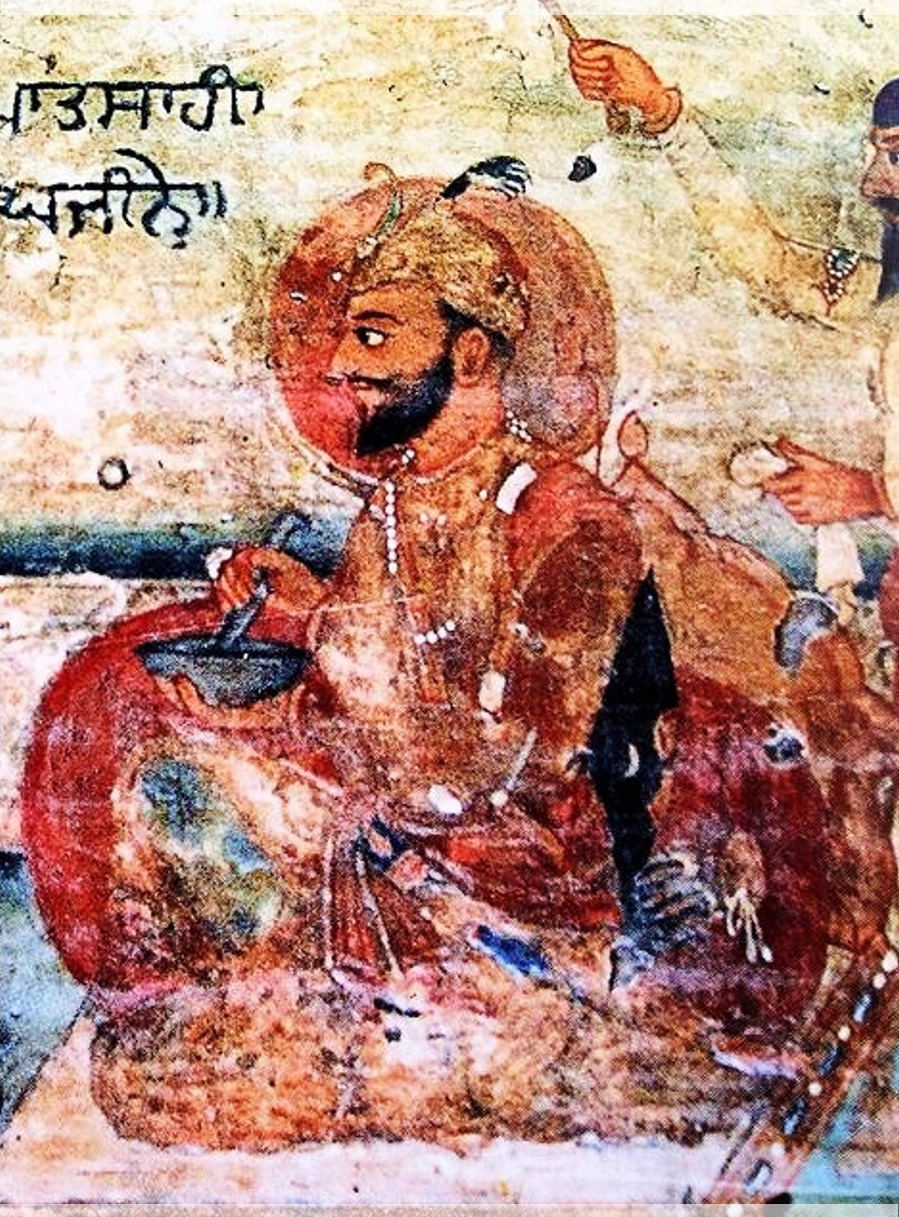
암리차르의 아칼 탁트에 있는 오래된 시크교 프레스코화로 구루 고빈드 싱이 암리트을 준비하는 모습

시크교에서 암리트(펀자브어: ਅੰਮ੍ਰਿਤ)는 세례와 유사한 의식인 암리트 산차르에 사용되는 성수(聖水)의 이름이다. 이 의식은 시크교도를 칼사로 입회시키기 위해 행해지며, 암리트를 마시는 것을 요구한다. 이것은 설탕을 포함한 여러 수용성 재료를 혼합하여 만들고, 다섯 개의 성스러운 구절을 낭송하면서 칸다로 휘저어 만든다.
은유적으로 하느님의 이름 또한 꽃꿀로 일컬어진다.
ਅੰਮ੍ਰਿਤ ਸਬਦੁ ਅੰਮ੍ਰਿਤ ਹਰਿ ਬਾਣੀ ॥

Amrit sabad amrit hari bāṇī.

샤브드는 암리트이며; 주님의 바니는 암리트이다.

ਸਤਿਗੁਰਿ ਸੇਵਿਐ ਰਿਦੈ ਸਮਾਣੀ ॥

Satiguri sēviai ridai samāṇī.

참된 구루를 섬기면, 그것은 마음에 스며든다.

ਨਾਨਕ ਅੰਮ੍ਰਿਤ ਨਾਮੁ ਸਦਾ ਸੁਖਦਾਤਾ ਪੀ ਅੰਮ੍ਰਿਤੁ ਸਭ ਭੁਖ ਲਹਿ ਜਾਵਣਿਆ ॥

Nānak amrit nāmu sadā sukhdātā pī amritu sabha bhukh lahi jāvaṇiā.

오 나나크여, 암브로시아적 이름은 영원히 평화의 수여자이니; 이 암리트를 마시면 모든 갈증이 해소된다.

## 불교
암리타(팔리어: 아마타; 티베트어: ’chi med/bdud rtsi; 중국어: 甘露, 감로)는 불멸, 해탈, 영적 순수성을 상징한다. 이 용어는 도리천의 "꽃꿀" 또는 "암브로시아"를 의미하며, 신들(천)이 불멸을 부여하기 위해 섭취하는 신성한 물질이다. 이러한 연관성은 불교 가르침으로 확장되어, 종종 "달콤한 법우(法雨)"(dharmavarṣam amṛtam)라고 불린다.
교리적 맥락에서 암리타는 종종 영적 수행의 궁극적인 목표인 해탈(vimokṣa)을 가리킨다. 열반은 깨달은 사람에게 평온과 명료함을 가져다주는 엘릭서처럼 "죽음이 없는 것"으로 묘사된다. 수행자들은 심오한 영적 경험 중에 비유적으로 그리고 물리적으로 "죽음 없는 요소에 접촉"한다고 한다.
암리타는 또한 우유, 기, 버터, 꿀, 설탕을 포함한 다섯 가지 신성한 꽃꿀(pañcāmṛta)과 같은 치유 물질과도 관련이 있다. 티베트 불교에서는 이들이 카팔라라는 해골잔에 공물로 변형되어 탄트라 의식에 통합된다. 암리타로 만든 알약(bdud rtsi ril bu)은 때때로 영적 및 육체적 이점을 위해 종교 지도자들에 의해 배포된다.

### 상좌부 불교
타니사로 비구에 따르면, "죽음 없는 것"은 열반 후 영원히 머무는 마음의 죽음 없는 차원을 의미한다.
아마타 경전에서 석가모니는 승려들에게 네 가지 사념처에 머물도록 조언한다. "수행승들이여, 이 네 가지 마음챙김의 확립에 여러분의 마음을 잘 확립해 두라. 죽음 없는 것을 놓치지 말라."
나가세나의 질문에서 밀린다 왕은 석가모니가 한때 존재했다는 증거를 요구하는데, 나가세나는 비유로 법의 증거를 묘사한다.
"존경하는 나가세나여, 세존 부처님의 감로 상점은 무엇입니까?"
"대왕이여, 감로는 세존께서 가리키신 것입니다. 이 감로로 세존께서는 천이 있는 세상에 뿌리십니다. 천과 인간이 이 감로로 뿌려지면 그들은 태어남, 늙음, 질병, 죽음, 슬픔, 비탄, 고통, 비애, 절망에서 벗어납니다. 이 감로는 무엇입니까? 그것은 몸에 대한 마음챙김입니다. 그리고 이것 역시 세존께서 말씀하셨습니다. '수행승들이여, 몸에 대한 마음챙김을 취하는 자들은 감로(죽음 없는 것)를 취하는 것이다.' 대왕이여, 이것이 세존의 감로 상점이라 불립니다."
— 밀린다왕문경 335

### 중국 불교
중국 불교에서는 암리타(t=甘露|p=gānlù)를 축복받은 물, 음식 또는 만트라를 읊는 공덕으로 종종 생성되는 기타 소비 가능한 물건으로 묘사한다.

### 밀교 (불교)
암리타(t=བདུད་རྩི་|w=bdud rtsi|s=dütsi)는 또한 밀교에서 아비셰카, 가나차크라, 호마와 같은 모든 중요한 의식의 시작에 소비되는 성스러운 음료로서 중요한 역할을 한다. 티베트 전통에서 뒤찌는 많은 고위 라마들이 참여하는 긴 의식인 [[[드룹첸]]] 오류: {{전자}}: transliteration text not Latin script (pos 3: 드) (도움말) 동안 만들어진다. 보통 작고 짙은 갈색 알갱이 형태로 물과 함께 복용하거나 매우 묽은 알코올 용액에 녹여서 복용하며, 신체적, 영적 안녕을 증진시킨다고 한다.
티베트 전통 의학의 기본 경전인 《사부 의전(四部醫典)》은 또한 《암리타의 심장》(와일리: snying po bsdus pa)이라는 이름으로도 알려져 있다.
《티 없는 수정 화환》(와일리: dri med zhal phreng)은 불교적 용어로 재해석된 사무드라 만타나 전설의 한 버전에서 암리타의 기원을 묘사한다. 이 밀교 버전에서 괴물 라후는 암리타를 훔치고 금강수의 번개에 맞는다. 라후는 이미 암리타를 마셨기 때문에 죽을 수 없지만, 그의 피가 지표면에 떨어져 온갖 약용 식물이 자라게 한다. 모든 부처의 요청으로 금강수는 라후를 재조립하고, 그는 결국 티베트 불교의 닝마파에 따라 불교의 수호자가 된다.
내공(內供)(와일리: Nang chod, 중국어 정체자: 内供)은 가장 상징적인 암리타 공양 집회이며, 내공 감로환(와일리: Nang chod bdud rtsi rilbu, 중국어 정체자: 内供甘露丸)은 티베트 불교의 귀하고 비밀스러운 약으로, 닝마파의 고위 승려들만 내부적으로 사용한다. 그 재료에는 오감로(五甘露)와 오육(五肉)이 포함되는데, 이는 각각 다섯 부처와 다섯 요소를 나타낸다. 전륜성왕의 탄트라와 바즈라바라히의 탄트라에 따르면, 내공 감로를 녹이고 축복하기 위한 의식이 거행되어야 한다. 다섯 가지 감로는 네 방향에 배치되어야 한다. 동쪽에는 노란 배설물, 북쪽에는 녹색 골수, 서쪽에는 흰 정액, 남쪽에는 붉은 피가 배치된다. 파란 소변은 중앙에 놓인다. 네 가지 감로는 현명한 승려에게서 얻어야 하고, 난자는 축복받은 여인의 첫 월경에서 채취해야 한다. 다섯 가지 고기도 비슷하게 배치된다. 남동쪽에는 검은 황소 고기, 남서쪽에는 푸른 개 고기, 북서쪽에는 흰 코끼리 고기, 북동쪽에는 녹색 말 고기, 중앙에는 붉은 인간 시체 고기가 놓인다. 의식이 끝나면 이 재료들은 하나의 맛(ekarasa) 엘릭서로 변하여 행복, 활력, 불멸, 지혜를 부여한다. 실제 현대 수행자들은 감로환의 '합성 정수'를 에너지 드링크와 알코올과 섞어 복용하지만, 대부분의 "감로환"은 식물에서 유래한다.

## 같이 보기
- 아메레타트
- 암브로시아
- 엘릭서
- 판참리타
- 불멸의 복숭아
- 물약
- 소마
- 티베트 전통 의학
- 제목이 "Amrit" 항목으로 시작하는 모든 문서
- 제목이 "Amrut" 항목으로 시작하는 모든 문서